# كاتدرائية القديس يوسف
كاتدرائية القديس يوسف، وتسمّى أيضًا الكاتدرائية الكلدانية في حلب، هيَ كاتدرائية كلدانية كاثوليكية تقع في مدينة حلب، سوريا، وتعدّ مقر أبرشية الكلدان الكاثوليك في حلب.
تعمل أبرشية حلب الكلدانية منذ عام 1957 عندما أنشأها البابا بيوس الثاني عشر عبرَ مرسوم بابويّ. أسقفها الفخري هو أنطوان أودو، والكاتدرائية مكرسة على اسم يوسف النجار، مربّي يسوع.
تعدّ الكاتدرائية المقر الأسقفي لـ 14 كنيسة كلدانية تتبع أبرشية حلب، التي بلغَ عدد رعاياها حوالي 35000 شخص في عام 2009.